# Antonio Alice
Pour les articles homonymes, voir Alice.
Antonio Alice, né à Buenos Aires le 23 février 1886 et mort le 24 août 1943 dans la même ville, est un peintre argentin.

## Biographie
Il obtient en 1914 une Médaille d'argent au Salon des artistes français. 

## Galerie

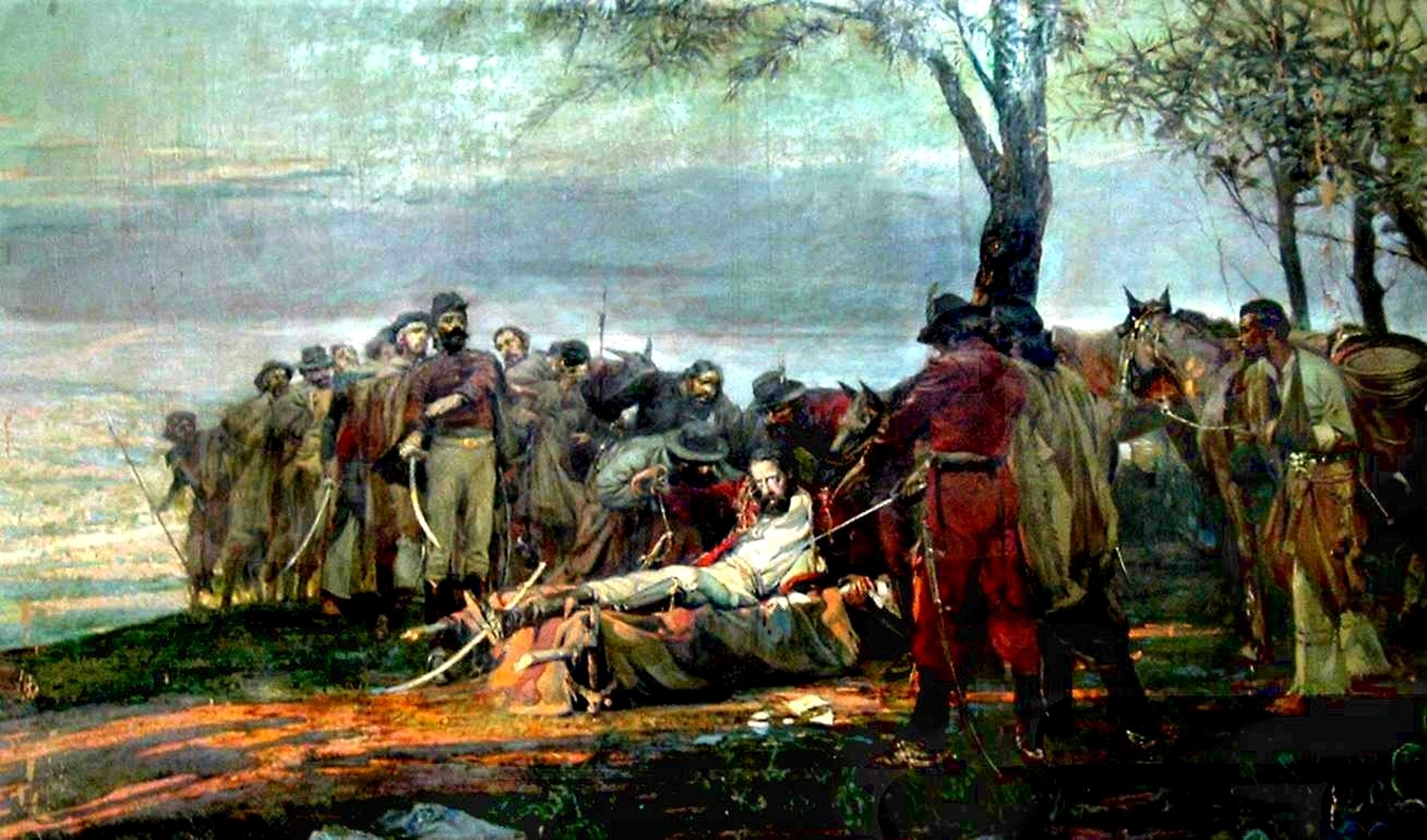
La Muerte de Güemes (1910)
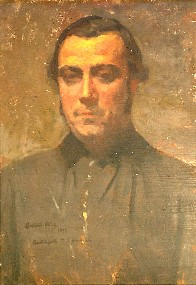
Portrait de Benjamin Lavaisse (vers 1920)